# Голышев (село)
Голышев (укр. Голишів) — село в Боратинской сельской общине Луцкого района Волынской области Украины.
Код КОАТУУ — 0722880703. Население по переписи 2001 года составляет 339 человек. Почтовый индекс — 45605. Телефонный код — 332. Занимает площадь 0,8 км².